# Eysines
Eysines is een gemeente in het Franse departement Gironde (regio Nouvelle-Aquitaine). De plaats maakt deel uit van het samenwerkingsverband Bordeaux Métropole en het arrondissement Bordeaux. Eysines telde op 1 januari 2022 24.436 inwoners.

## Geografie
De oppervlakte van Eysines bedroeg op 1 januari 2022 12,01 vierkante kilometer; de bevolkingsdichtheid was toen 2.034,6 inwoners per km².

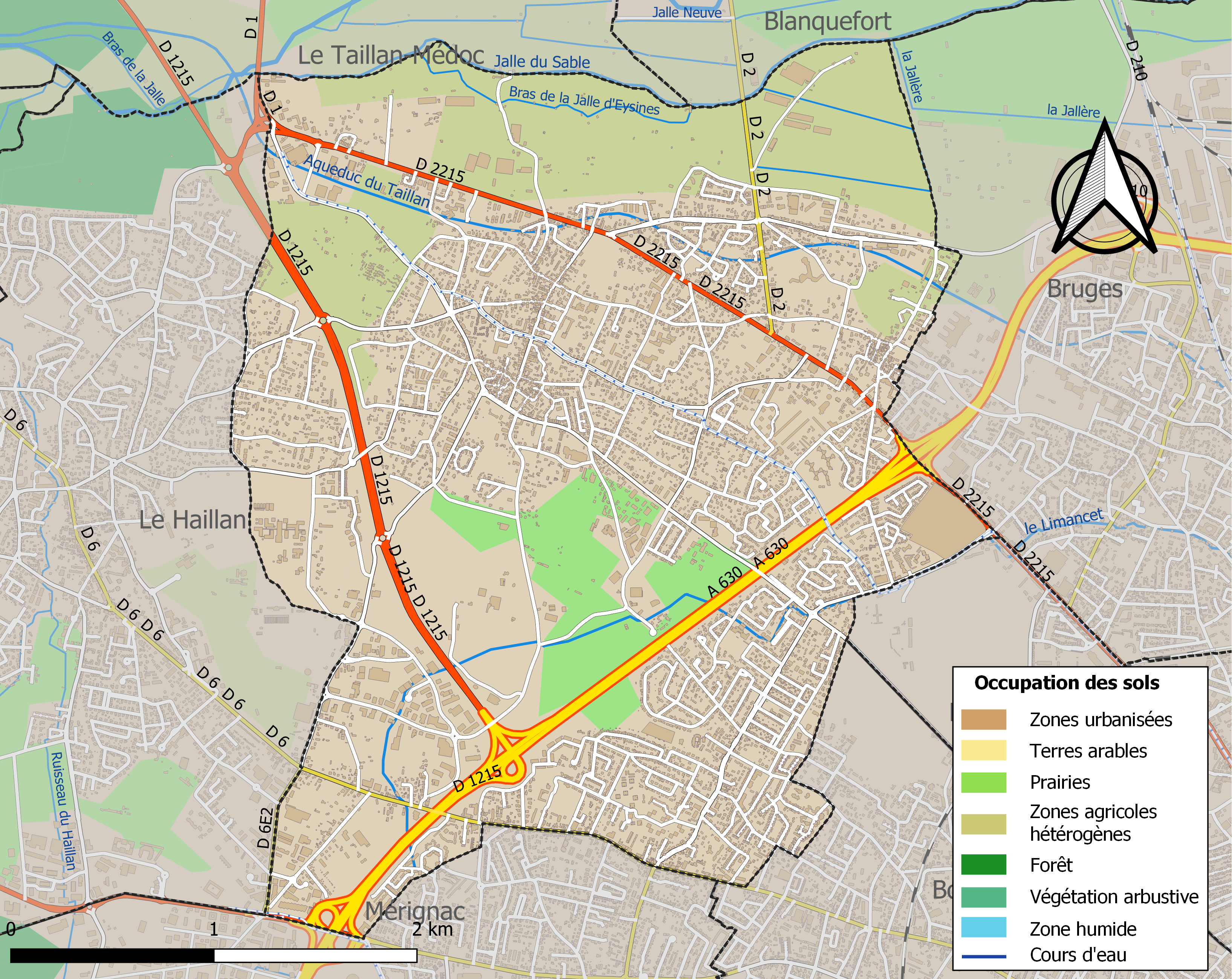
Kaart van de gemeente met belangrijkste infrastructuur, bodemgebruik en omliggende gemeenten

## Demografie
Onderstaande figuur toont het verloop van het inwonertal (bron: INSEE-tellingen).